# Ymyjachtachcultuur
De Ymyjachtachcultuur (Russisch: Ымыяхтахская культура) is een archeologische cultuur van Siberië van het Neolithicum en de Bronstijd (2200–1300 v.Chr.). Ze is vernoemd naar de nederzetting Ymyjachtach in Jakoetië.
Het centrum van de cultuur bevond zich in Jakoetië, maar afzonderlijke sites werden gevonden tot het schiereiland Tajmyr. De invloed van cultuur verspreidde zich over het hele noordoosten van Azië, en ver naar het westen.
De cultuur werd voor het eerst beschreven door Aleksej Okladnikov in 1942, toen hij oude nederzettingen nabij het meer van Ymyjachtach ontdekte, op de rechteroever van de rivier de Lena, 60km van Jakoetsk. 

## Beschrijving
Kenmerkend voor de cultuur was haar aardewerk met ronde bodem met ingedrukte geruitte en geribbelde decoraties. Opvallend is dat de klei met wol gemengd werd. Pijlpunten, speer- en harpoenpunten van steen en bot, evenals bepantseringpslaatjes, werden in grote mate gevonden.
De cultuur ontstond door een migratie van stammen vanuit het zuiden (vanaf de oevers van het Baikalmeer) en het lokale substraat van de Belkatsjicultuur. De dragers van de cultuur waren mogelijk de Joekagieren. 
In 2009 stelden wetenschappers op basis van koolstofdatering voor om de cultuur te dateren van 2.900 tot 1.025 v.Chr. 
De volgende Bronstijdculturen ontwikkelden zich mogelijk op basis van de Ymyjachtachcultuur: 
- Oelachan-Segelelennjachcultuur - 2175–1350 v.Chr., in het stroomgebied van de Aldakaj-rivier (een zijrivier van de Oengra)
- Oest-Milcultuur - 1380-10 v.Chr.
- Soegoennach - verlate Ymyjachtachcultuur - vanaf 325 v.Chr.

## Metaalbewerking
Op de begraafplaatsen van de cultuur worden vaak bronzen voorwerpen gevonden. Op de site Abylaach-1 in Tajmyr werd een bronsgieterij van de Ymyjachtachcultuur ontdekt, daterend uit de 12e eeuw v. Chr. Een gietvorm en druppels tinbrons werden hier gevonden.

## Verspreiding
Aangenomen wordt dat de Ymyjachtachcultuur zich na 1700 v.Chr. naar het oosten verspreidde tot het schiereiland Tsjoekotka, waar ze in cultureel contact stond met de Paleo-Eskimo's.
Een keramisch complex vergelijkbaar met de Ymyjachtachcultuur, gekenmerkt door aardewerk met een bijmenging van wol, werd ook gevonden in het noorden van Fennoscandinavië tegen het einde van het 2e millennium v.Chr..
A. Golovnev zag de Ymyjachtachcultuur in de context van een voorgesteld "circumpolair syndroom":
... bepaalde kenmerken van de Oost-Siberische Ymyjachtachcultuur verspreidden zich razendsnel tot in Scandinavië. Keramiek met ruitafdrukken wordt gevonden bij late bronstijdsites van Tajmyr, Jamal, Bolsjezemelskaja en Malozemelskaja toendra, het Kola-schiereiland, Finland...